# Never Again (sång av Tomas Ledin)
"Never Again" är en sång av Tomas Ledin från 1982, framförd som en duett av Ledin och Agnetha Fältskog. Den finns med på Ledins tionde album The Human Touch (1982) men utgavs också som singel samma år.
Den spelades in i Polar Studios, precis som b-sidan "Just for the Fun". "Never Again" producerades av Fältskog och Ledin och "Just for the Fun" av Ledin ensam. B-sidan fanns tidigare utgiven på albumet Gränslös (1982). På den spanska singeln hade titelspåret översatts till spanska av Buddy och Mary McCluskey och hade då titeln "Ya Nunca Mas". B-sidan hade bytts mot en spansk översättning av låten "Sommaren är kort", vilken på spanska fick titeln "Y Me Sorprendio".
Singeln gavs ut i många olika länder och nådde listframgångar i fyra länder: Belgien, Nederländerna, Norge och Sverige. I samtliga länder utom Nederländerna tog den sig in på topp-tio-listan, där en andraplats i Sverige var låtens främsta placering.
Låten finns med på flera av Ledins live- och samlingsalbum: En galen kväll (1985), Ett samlingsalbum (1990), nyutgåvan av The Human Touch (1992), Sånger att älska till: 1972–1997 (1997) och Festen har börjat (2001). Den har också spelats in av Eva Dahlgren i den andra säsongen av TV-programmet Så mycket bättre.
Låten fanns med på nyutgåvan av Fältskogs album Wrap Your Arms Around Me (2005). Den har också inkluderats på flera av hennes samlingsalbum.

## Låtlista
1. "Never Again" – 3:54
2. "Just for the Fun" – 4:32

### Spanska versionen
1. "Ya Nunca Mas" – 3:58
2. "Y Me Sorprendio" – 3:05

## Medverkande
- Michael Bolyos – keyboards
- Agnetha Fältskog – sång, producent ("Never Again")
- Rutger Gunnarsson – bas
- Tomas Ledin – producent, sång, gitarr
- Magnus Persson – trummor
- Lennart Östlund – tekniker

## Listplaceringar
| Lista (1982–1983) | Topplacering |
| ----------------- | ------------ |
| Belgien           | 9            |
| Nederländerna     | 19           |
| Norge             | 5            |
| Sverige           | 2            |

### Fotnoter
1. 1 2 3 4  ”Tomas Ledin”. Svensk mediedatabas. http://smdb.kb.se/catalog/search?q=Tomas+Ledin&x=0&y=0. Läst 15 januari 2013.
2. ↑  ”Never Again”. Discogs.com. http://www.discogs.com/Tomas-Ledin-Agnetha-F%C3%A4ltskog-Never-Again/release/3426252. Läst 16 januari 2013.
3. ↑  ”Ya Nunca Mas”. http://www.discogs.com/Tomas-Agnetha-Ya-Nunca-Mas/release/3028709. Läst 16 januari 2013.
4. 1 2  Placeringar på den svenska singellistan